# Ford Torino
La Ford Torino è una autovettura prodotta dalla Ford Motor Company tra il 1968 e il 1976 per il mercato nordamericano.

## Caratteristiche generali
Questo modello sostituì la Ford Fairlane, nome che comunque venne mantenuto e che identificava il modello base che aveva interni differenti dalla Torino. Il nome "Torino" deriva dal fatto che gli statunitensi consideravano questa città, sede della FIAT e della Lancia, come la Detroit d'Italia.
La Torino era un'auto che, per gli standard del mercato USA dell'epoca, poteva essere considerata di medie dimensioni, anche se oggi sarebbe considerata una vettura abbastanza grande.
Alcuni modelli della Torino erano auto decisamente potenti in quanto la Ford utilizzò il modello Torino quale base nei primi anni del suo ritorno alla serie NASCAR.
Il modello Torino (1968) era più grande della Fairlane che andava a sostituire e inizialmente erano disponibili diverse versioni dell'auto: coupé due porte, berlina 4 porte, familiare 4 porte e decappottabile 2 porte. La scelta di motorizzazioni disponibili variava dal 4900 cm³ V8 al 6400 cm³ Ford FE serie 390. Inoltre era disponibile il modello Torino GT che aveva degli interni sportivi. Seguendo la moda del momento su questo modello vennero tolti i deflettori, mantenuti però sulle altre versioni.

## Evoluzione

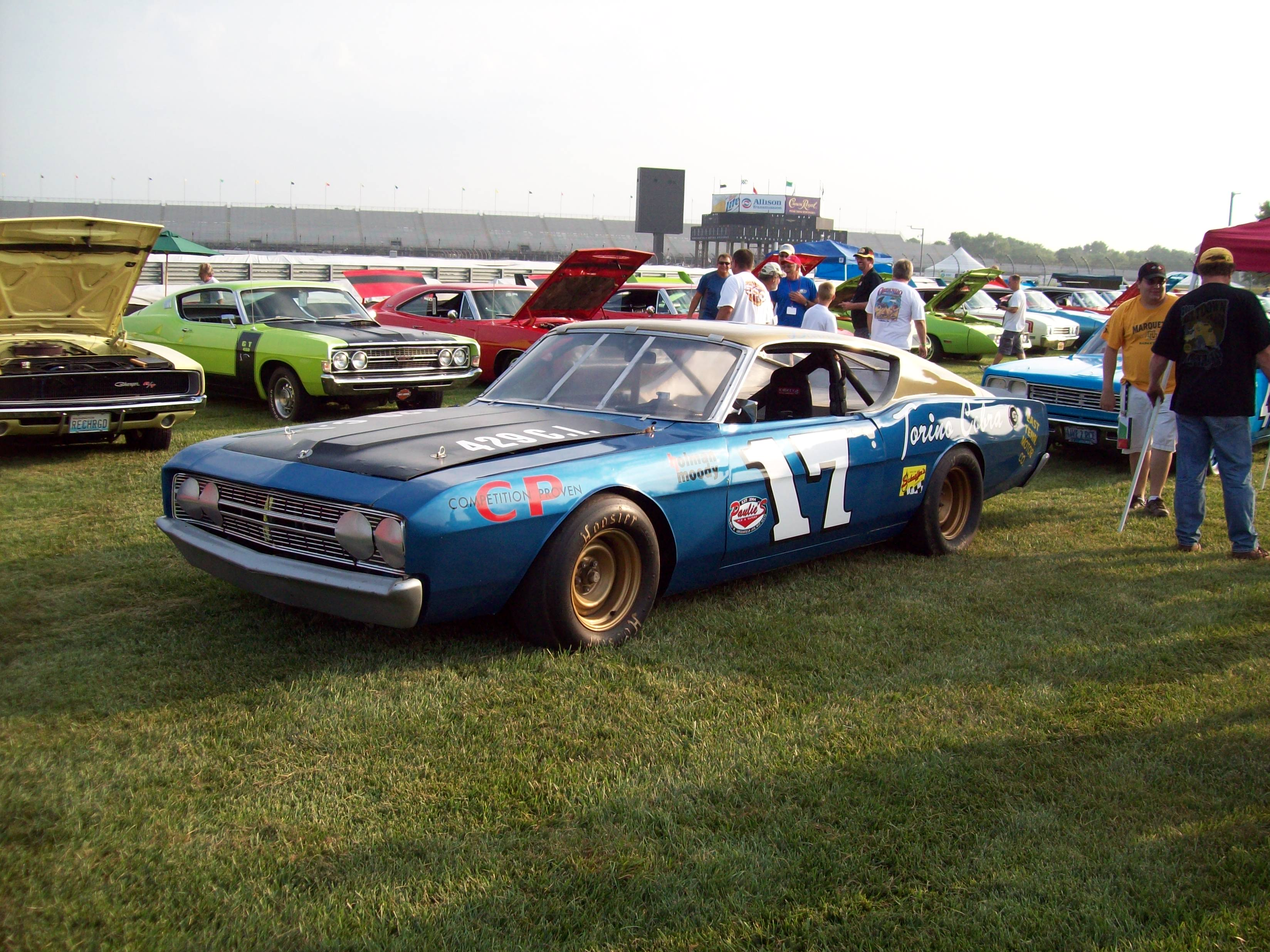
Una Ford Torino Talladega

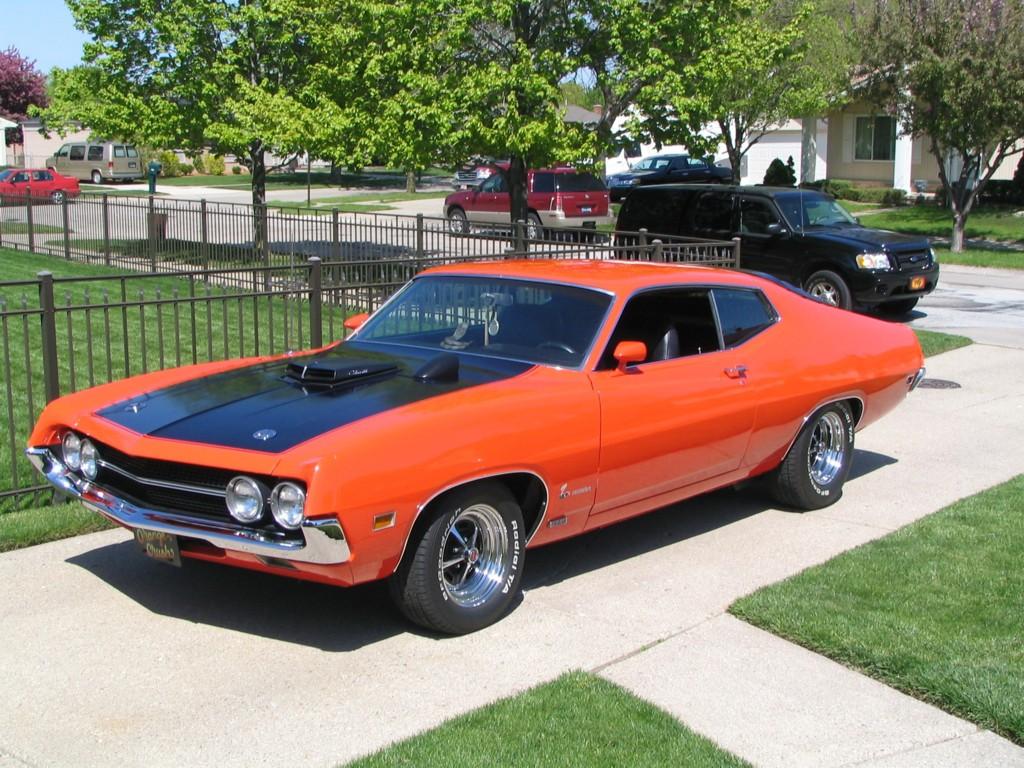
Torino seconda serie

Il modello che uscì nel 1969 presentava poche differenze rispetto al precedente. Venne introdotto il modello Torino Cobra che montava il motore Ford Cobra 428 da 7030 cm³, cambio manuale a quattro marce, sospensioni potenziate, doppio scarico e sedili ribaltabili. Come optional era disponibile un cofano dotato di presa d'aria che aumentava le prestazioni ad alto numero di giri oppure un differenziale autobloccante. Sempre nel 1969 venne prodotta, anche se in piccoli numeri e principalmente per l'utilizzo nelle gare NASCAR, la Ford Torino Talladega, una versione caratterizzata da una linea più aerodinamica per garantire prestazioni migliori.
Nel 1970 il look della vettura venne completamente rinnovato. La vettura presentava linee più pulite e una calandra con fari circolari. Questo modello partecipò anche al concorso per il premio di Motor Trend Car of the Year. In questo anno solo la Ford Torino GT ebbe i fari a scomparsa. Nuove furono anche le motorizzazioni disponibili. Il modello più piccolo era il 351 Cleveland V8 da 5800 cm³, per arrivare al Ford 429 da 7030 cm³, disponibile in diversi livelli di potenza, con le denominazioni "Thunder Jet", "Cobra Jet" e "Super Cobra Jet". A queste si aggiunse la versione "Boss" destinata ad equipaggiare i 3.000 esemplari di "Torino King Cobra" necessari per l'iscrizione al Campionato NASCAR. Il progetto venne però abbandonato e la produzione della versione "Torino King Cobra" si fermò allo stadio prototipale, con due soli esemplari costruiti.
Nel 1971 l'auto non subì modifiche importanti. Solo nel 1970 e nel 1971 la Ford produsse anche un modello intermedio a 4 porte con tetto rigido sebbene rimanessero disponibili i modelli berlina.

### La Gran Torino

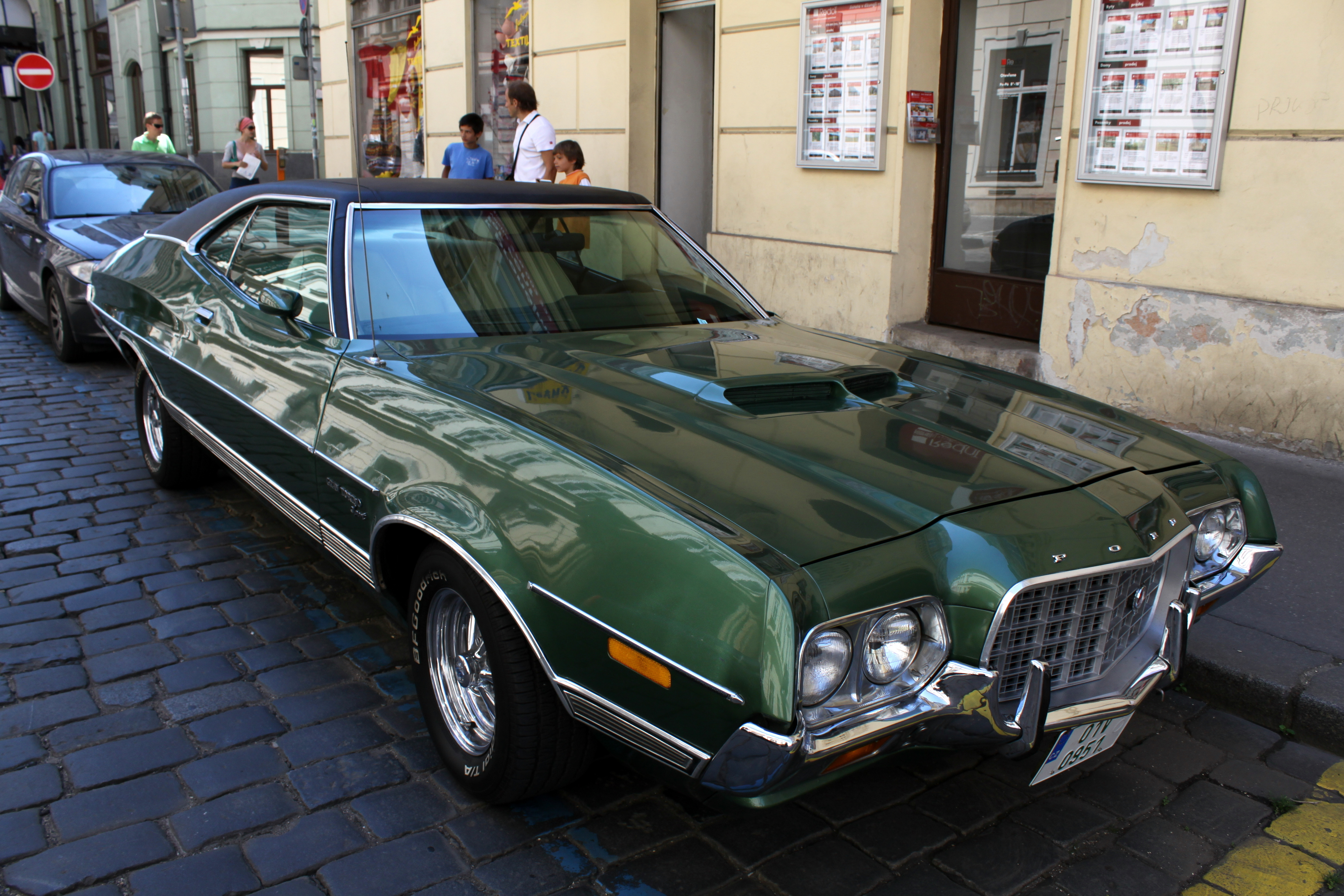
La Ford Gran Torino Sport MY 1972, utilizzata anche nel film Gran Torino

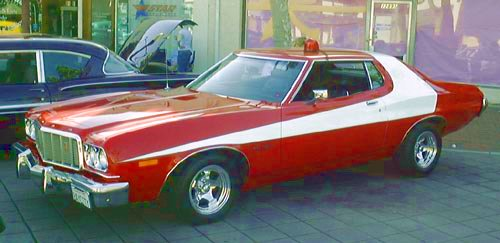
Una Ford Gran Torino imitazione della vettura di Starsky & Hutch

Il nuovo remake del 1972 dava al modello rivisto un look ancor più aggressivo del precedente, inserendo una grande calandra a "bocca di pesce". Venne interrotta la produzione della versione decappottabile mentre vennero mantenute le altre versioni. La versione GT divenne Gran Torino o Gran Torino Sport. Con l'introduzione delle limitazioni nel consumo e nelle emissioni rimase disponibile, per una vettura comunque pesante, il solo motore 351 Cleveland da 5800 cm³. Era disponibile a richiesta la versione Cobra Jet del motore. I finestrini rimasero senza telaio anche se la versione a 4 porte manteneva un sostegno centrale, caratteristica unica per una vettura 4 porte a tetto rigido. Nelle altre versioni della Torino vennero eliminati i deflettori.
Nel 1973 venne rivista, per adeguarla alle nuove normative federali, nella parte frontale della vettura. Un grande paraurti sostituì il precedente modello cromato e posto a filo della carrozzeria (la nuova norma prevedeva che ad un impatto frontale a 5 miglia orarie la fanaleria doveva rimanere integra). Erano disponibili 4 versioni: Hardtop (chiamata anche Regular roof), 4 porte, Sedan (station wagon) e la Gran Torino Sport, che riprende le forme del model year '72 con la sola differenza del paraurti anteriore. Nonostante la Torino, o Gran Torino (la differenza tra i due nomi non esiste), continuasse a essere posta in vendita, la moda delle vetture potenti era ormai tramontata e, anno dopo anno, scomparvero tutti gli optional prestazionali.
Il 1973 è stato un altro anno ricco di successi per la Ford Torino, con 496.581 modelli venduti.
Per la Ford Gran Torino Sport (fastback) era stata prevista una produzione di 50.000 vetture, ma ulteriori modifiche alle normative federali ne arrestarono la produzione a poco più di 1.000 unità.
Nel 1975 e nel 1976 vennero effettuati pochi cambiamenti. Dopo il 1976 la Ford interruppe la produzione di questa vettura anche se il pianale venne utilizzato ancora per altri tre anni per i nuovi modelli LTD II e per il Thunderbird, nella sua versione più piccola.

## La Torino nei media
- In ambito televisivo, la Ford Torino divenne famosa, anche oltre il mercato statunitense, quale autovettura, versione 1975, utilizzata dai protagonisti della serie televisiva Starsky & Hutch.[3] Sull'onda del successo della serie Ford annunciò nel 1976 una produzione limitata di 1.000 Gran Torino Starsky & Hutch 1976, colore 2B Bright Red con striscia laterale  bianca, doppi specchietti da corsa e gruppo paraurti deluxe. Di serie il motore Windsor V-8 5,8 litri da 152 CV, opzionali il V-8 6,5 litri da 180 CV ed il V-8 7,5 litri da 202 CV[4].
- In ambito cinematografico, nel 2008 una Gran Torino Sport (1972) di colore verde è stata utilizzata nel film di Clint Eastwood Gran Torino[3] ed era l'auto del protagonista nel film Il grande Lebowski. Compare inoltre in Fast & Furious - Solo parti originali, sempre di colore verde.
- In ambito videoludico, la Torino compare nei videogiochi Test Drive: Eve of Destruction (dove il Model Year 1971 viene denominata Ocelot)[5] e Carmageddon 3: TDR 2000 (dove il Model Year 1976 viene denominato Husky). Compare anche nel videogioco del 2011, Driver San Francisco.
- In ambito fumettistico, un personaggio del fumetto giapponese  “My Hero Academia” ha adottato il nome "Gran Torino" perché il suo potere si caratterizza per una grande velocità ed agilità.